# Julianne Côté
Pour les articles homonymes, voir Côté (homonymie).
Julianne Côté, née en 1990, est une actrice québécoise. Elle est dans le métier d'actrice depuis qu'elle est jeune. Son succès est à la télévision , sur le web et au cinéma.

## Rôles
Elle apparaîtra dans la deuxième saison de De Pierre en fille.

### Téléséries
- 2005 : Nos étés : Anaïs Manning
- 2005-2008 : Ramdam : Sara Blanchard
- 2007-2008 : Les Étoiles filantes : Soleil Dubeau
- 2008-2010 : Virginie : Virginie Maltais
- 2012 : En thérapie : Lou
- 2015, 2018 : Féminin/Féminin : Noémie
- 2015-2019 : Le Chalet : Lili
- 2015: Au secours de Béatrice: Magalie
- 2017 : Terreur 404 : Gabrielle (1 épisode)
- 2018 : Le Jeu : Sandrine
- 2020 : Le Phoenix : Caroline Lambert
- 2022 : La Nuit où Laurier Gaudreault s'est réveillé
- 2022 : De Pierre en fille : Daphnée

### Cinéma
- 2004 : Ma vie en cinémascope de Denise Filiatrault : Jeannette Robitaille
- 2005 : Daniel et les Superdogs d'André Melançon : amie de April
- 2007 : Le Ring d'Anaïs Barbeau-Lavalette : Kelly
- 2013 : Sarah préfère la course de Chloé Robichaud : Françoise
- 2014 : Tu dors Nicole de Stéphane Lafleur : Nicole
- 2016 : La Chasse au collet de Steve Kerr : Élyse
- 2017 : Le Trip à trois de Nicolas Monette : Charlyne
- 2017 : Ça sent la coupe de Patrice Sauvé : Nathalie Lamontagne
- 2018 : Wolfe de Francis Bordeleau : Monne
- 2019 : Avant qu'on explose de Rémi St-Michel : Maude

### Web-télé
- 2009 : Père poule : Marie-Miel Jobin
- 2010 : Les Roux : Julianne Côté
- 2014 : Féminin/féminin : Noémie
- 2015 : Switch & Bitch : Béa

### Doublage
- 2016 : Les Bons Gars : Amelia Kuttner
- 2017 : My Little Pony, le film : Applejack